# Windischenbach
Windischenbach ist ein Ortsteil von Pfedelbach und hat 1.176 Einwohner. Seit dem 1. Juli 1971 gehört Windischenbach zur Gemeinde Pfedelbach.

## Geografische Lage und Gliederung
Windischenbach liegt 2 km westlich von Pfedelbach. Die Ortschaft besteht aus den Siedlungsstätten Windischenbach selbst, Burghof, Klingenhof, Lindelberg, Stöckig und Weißlensberg.
Der Hauptort Windischenbach war vor den Erweiterungen jüngerer Zeit ein Straßendorf an der L 1035 und der K 2347 mit zwei Siedlungskernen. Durch Baugebiete hat es sich flächig nach Norden ausgebreitet. Es liegt in Tal- und Hanglage beiderseits des namengebenden Windischenbaches, eines nordnordöstlich laufenden Nebenflusses des Pfedelbachs, der am Unterlauf auch Schleifbach genannt wird, und in den er schon auf Öhringer Stadtgebiet von links mündet.
Die anderen Siedlungsstätten, alle deutlich kleiner, säumen in einem Bogen von Süden bis Westen den Hauptort, in einem Abstand, der von einem bis unter zwei Kilometern variiert.
Südlich liegt der Burghof zu Füßen eines Burgberg genannten Bergsporns, davon etwas weiter westlich und links am Oberlauf des Windischenbaches der Klingenhof, noch weiter westlich und höher am Hang Weißlensberg. Im Südwesten des Hauptortes befindet sich die Wohnstätte Stöckig am höchsten Punkt der L 1035 in Richtung Adolzfurt. Lindelberg schließlich liegt genau im Westen Windischenbachs, am Nordostrand der gleichnamigen Hochfläche.

## Geschichte
Erstmals wurde Windischenbach 1304 erwähnt, es hieß damals noch Windischen-Phedelbach, verkürzt 1401 zu Windischenbach. Vermutlich entstand es im 9. oder 10. Jahrhundert durch Ansiedlung slawischer Wenden.
Der Burghof wurde 1679 erstmals erwähnt.

## Politik

### Wappen
Am 15. Dezember 1966 verlieh das baden-württembergische Innenministerium Windischenbach ein eigenes Wappen. Seine Blasonierung lautet: In von Silber (Weiß) und Rot gespaltenem Schild vorne eine blaue Traube am grünen Stil, hinten ein silbernes (weißes) Bockshorn. Im Landesarchiv in Stuttgart ist folgende Wappendeutung zu lesen: „Die Weintraube bezieht sich auf den Weinbau in Windischenbach, während das Bockshorn als Wappenfigur des Ortsadels von Pfedelbach, sowohl an dieses Geschlecht, das 1394 Besitz von Windischenbach an das Stift Öhringen schenkte, als auch an die allgemeinen geschichtlichen Beziehungen Windischenbachs zu seinem Mutterort Pfedelbach erinnert.“

### Ortschaftsrat
Die Ortschaft Windischenbach hat einen Ortschaftsrat mit insgesamt sechs Mitgliedern. Ortsvorsteher ist Uwe Zinser.

## Bauwerke
Von Anfang an war Windischenbach ein Filial der Stiftskirche Öhringen. Auf einer kleinen Anhöhe in der Ortsmitte steht das kleine Filialkirchlein, über dessen Erbauung nur wenig bekannt ist. Es erhielt 1679 eine neue Innenausstattung sowie eine Westempore und eine kassettenartige Flachdecke. Der Turm wurde 1725 erneuert.
In den Jahren 1949 und 1950 errichteten die Weingärtner eine Kelter, die 1982 von der Gemeinde Pfedelbach erworben und umfassend saniert wurde. Sie ist heute kultureller Mittelpunkt der Ortschaft. Im Jahr 2010 wurde von der Bürgerenergie Genossenschaft Pfedelbach eine Photovoltaikanlage auf dem Dach der Kelter angebracht.

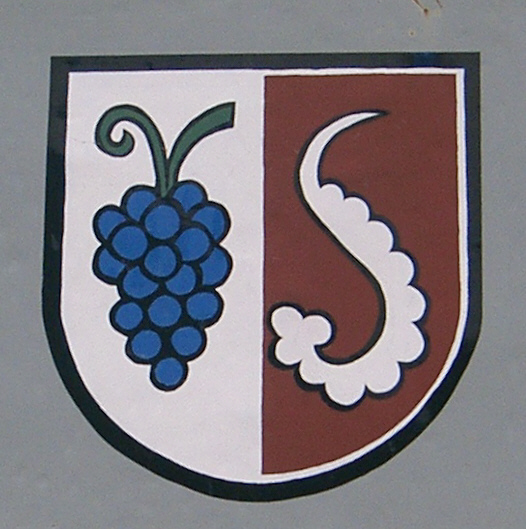
Das ehemalige Windischenbacher Wappen am Alten Rathaus
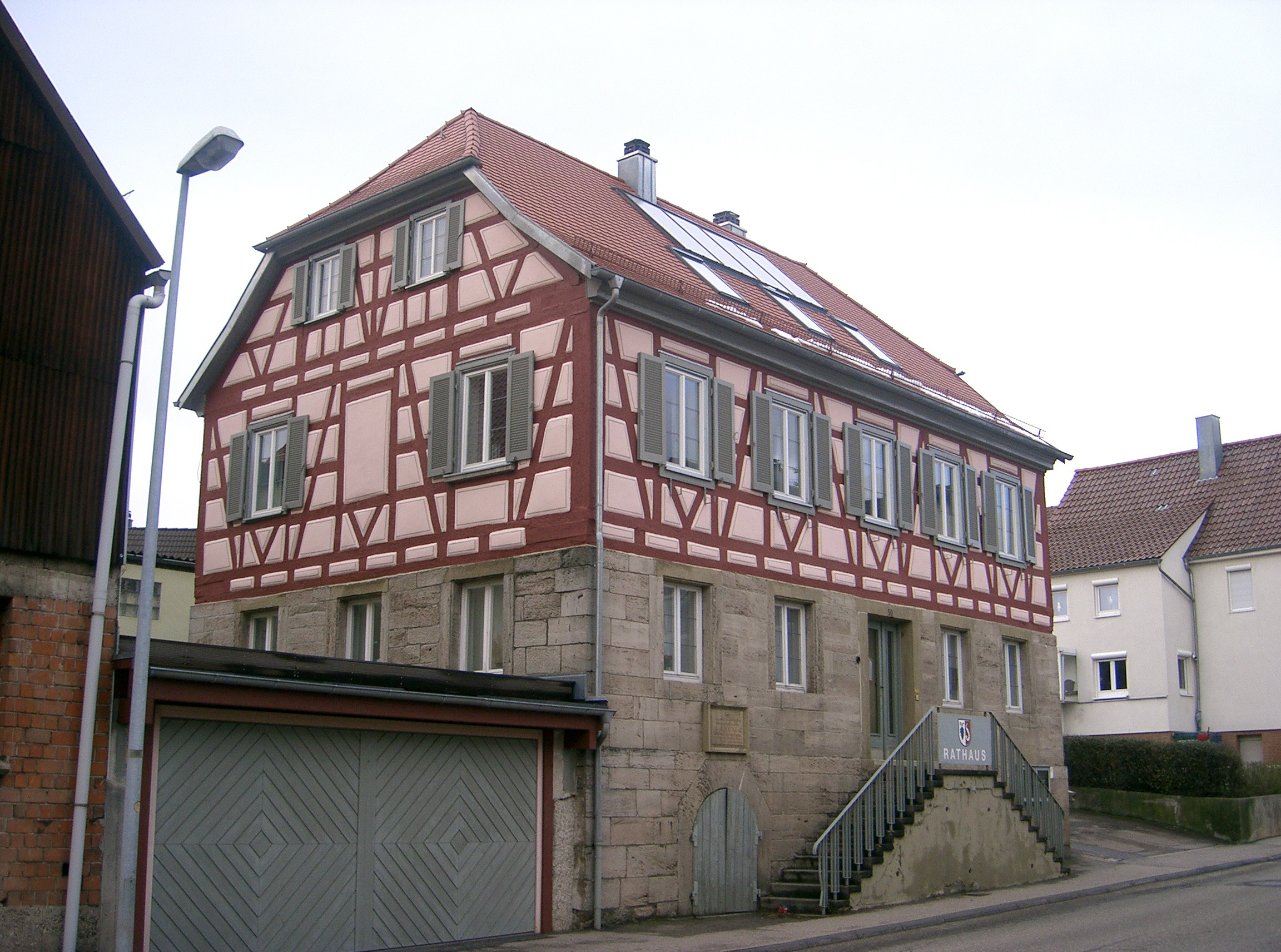
Das ehemalige Windischenbacher Rathaus
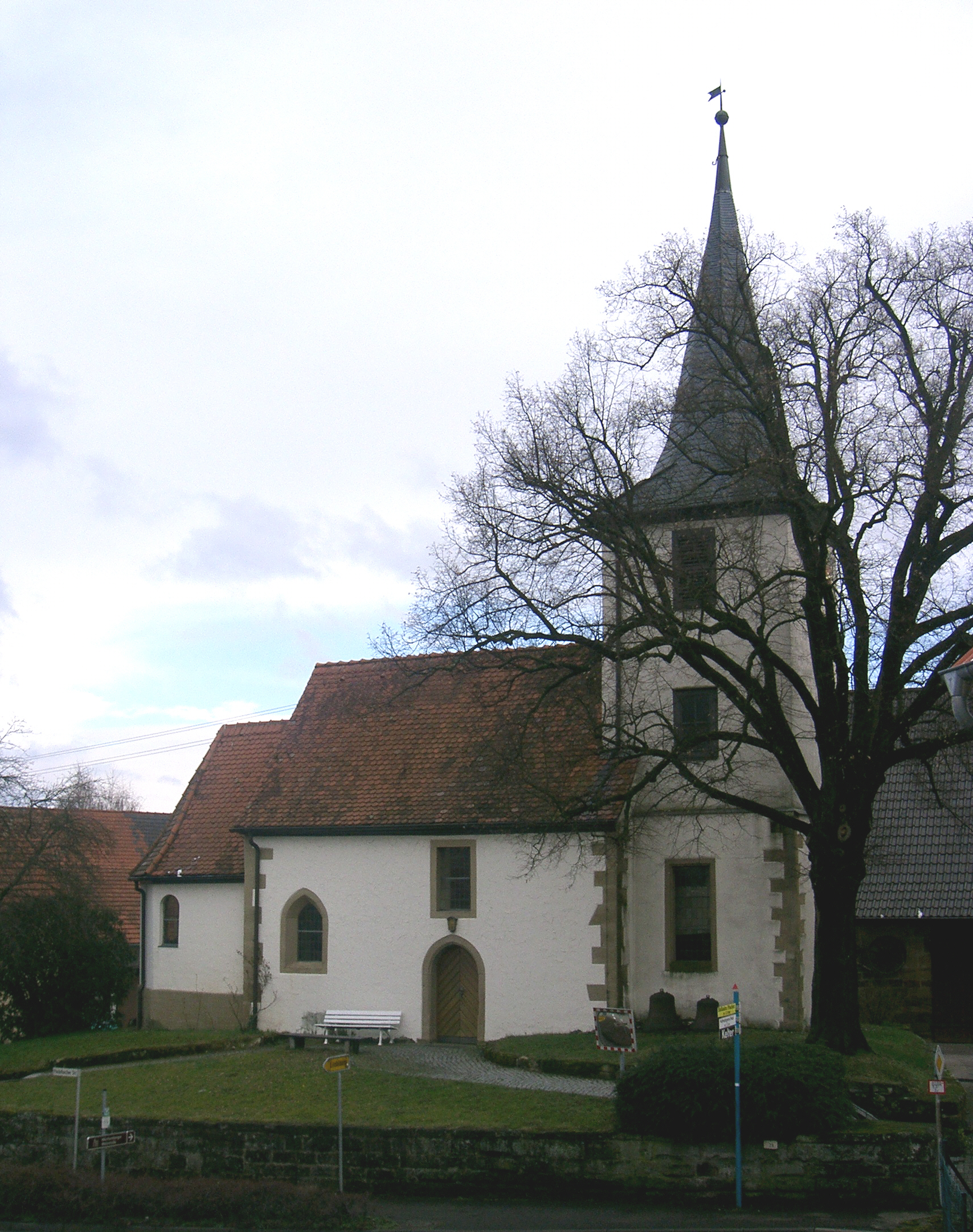
Die evangelische Kirche in Windischenbach
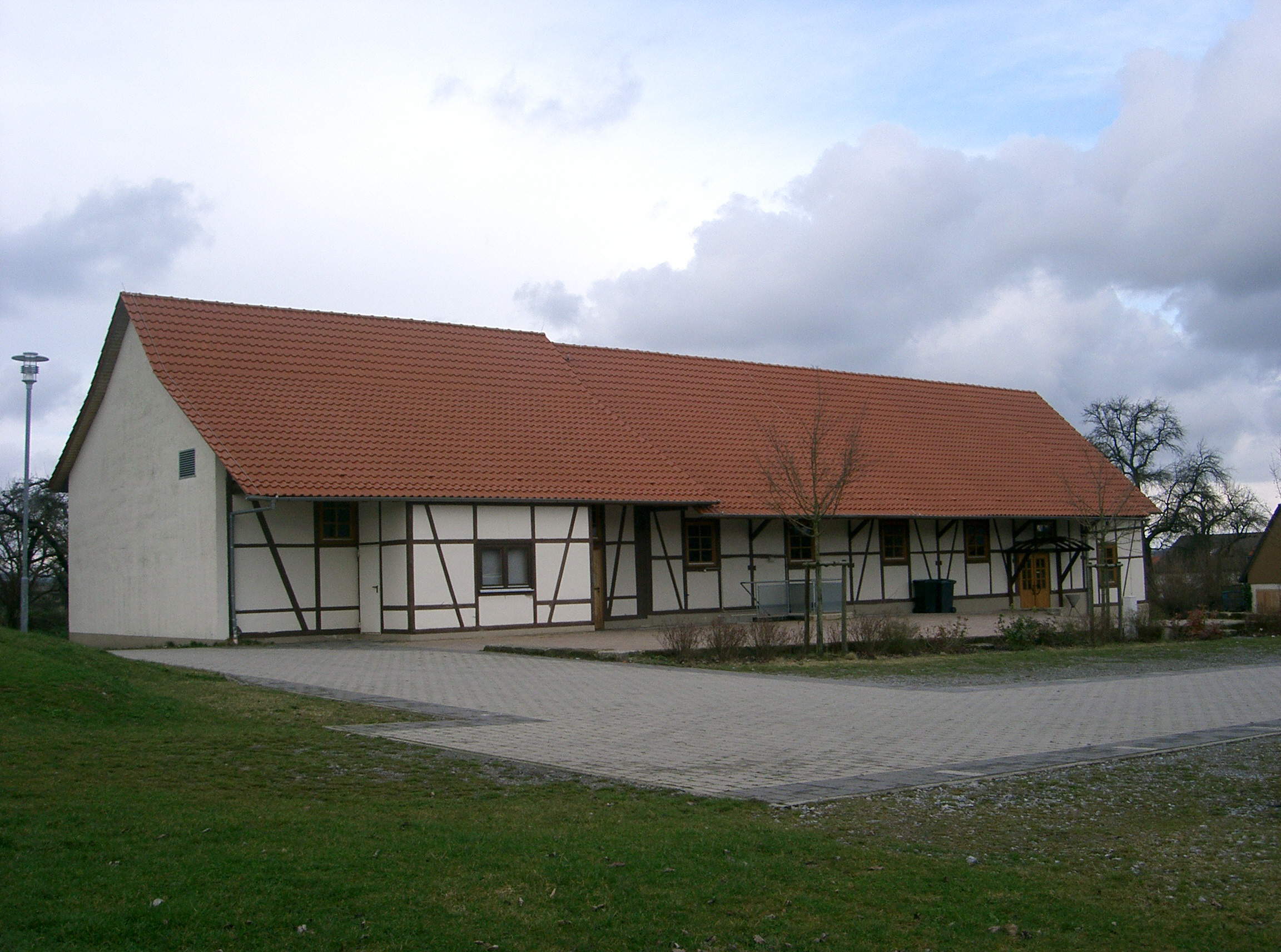
Die ehemalige Kelter in Windischenbach

## Wirtschaft und Infrastruktur
Der Obst- und Weinbau hat im Ort heute noch große Bedeutung. In Windischenbach gibt es einen Kindergarten. Seit den 1990er Jahren erlebt Windischenbach durch seine günstige Lage einen baulichen Aufschwung.